# کلیسای سنت جوزف (بوفالو، نیویورک)
کلیسای سنت جوزف (انگلیسی: St. Joseph Cathedral) یک کلیسا در کشور ایالات متحده آمریکا است.
این کلیسا که در شهر بوفالو، نیویورک قرار دارد، ساخت آن در سال ۱۸۵۱ میلادی شروع شده و در سال ۱۸۶۳ برای استفاده مردم اهدا شده‌است.

## نگارخانه

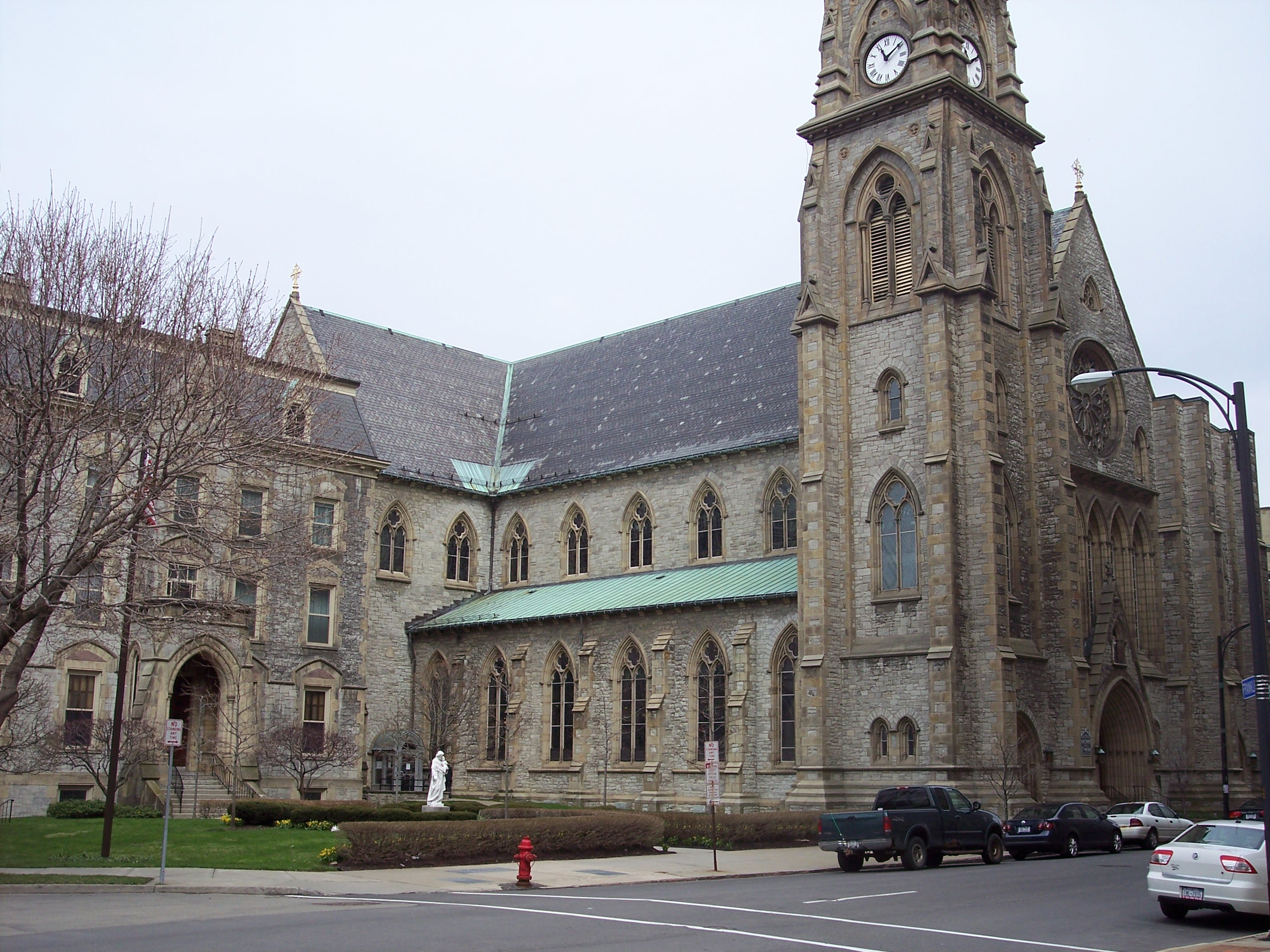
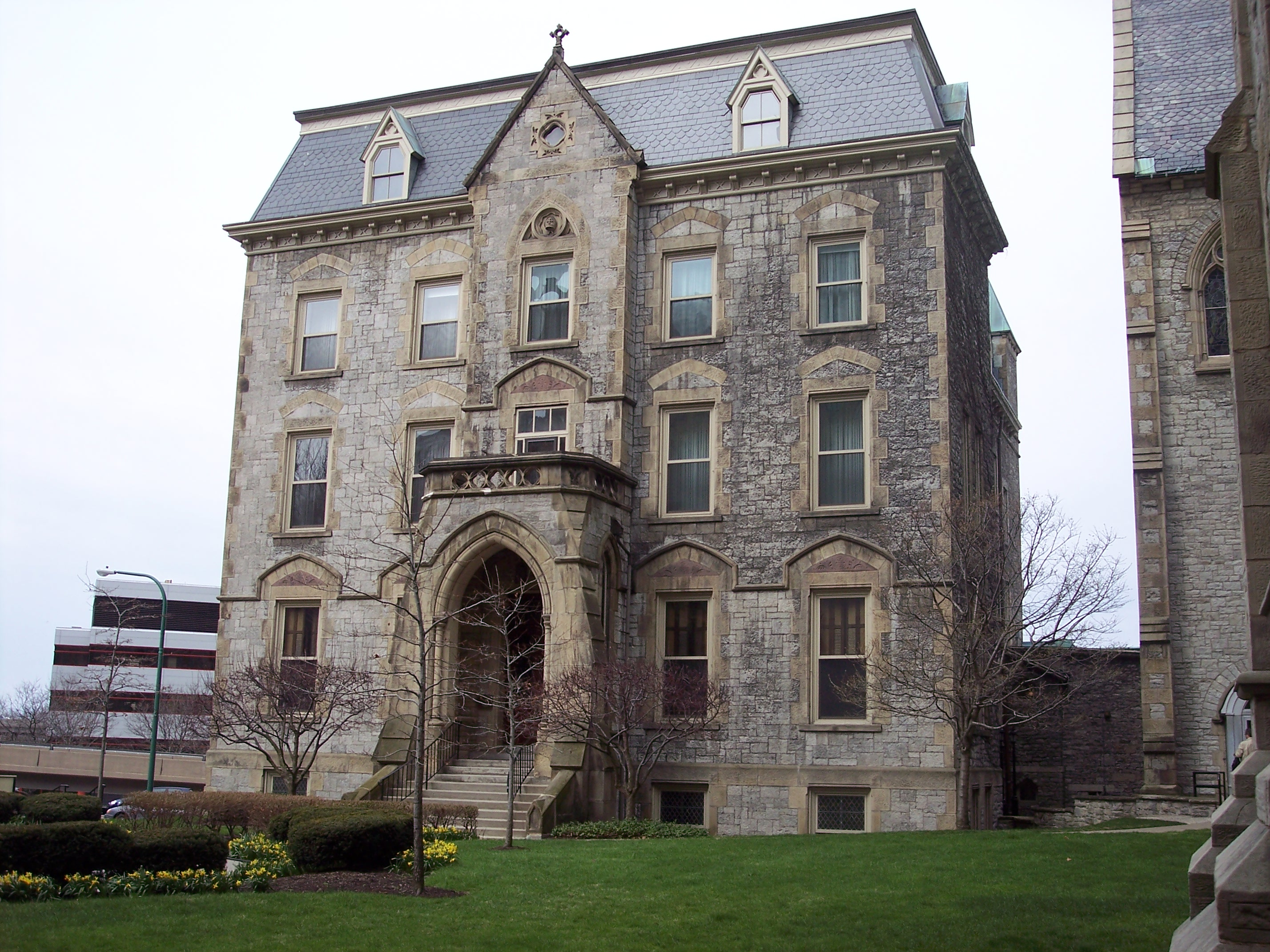
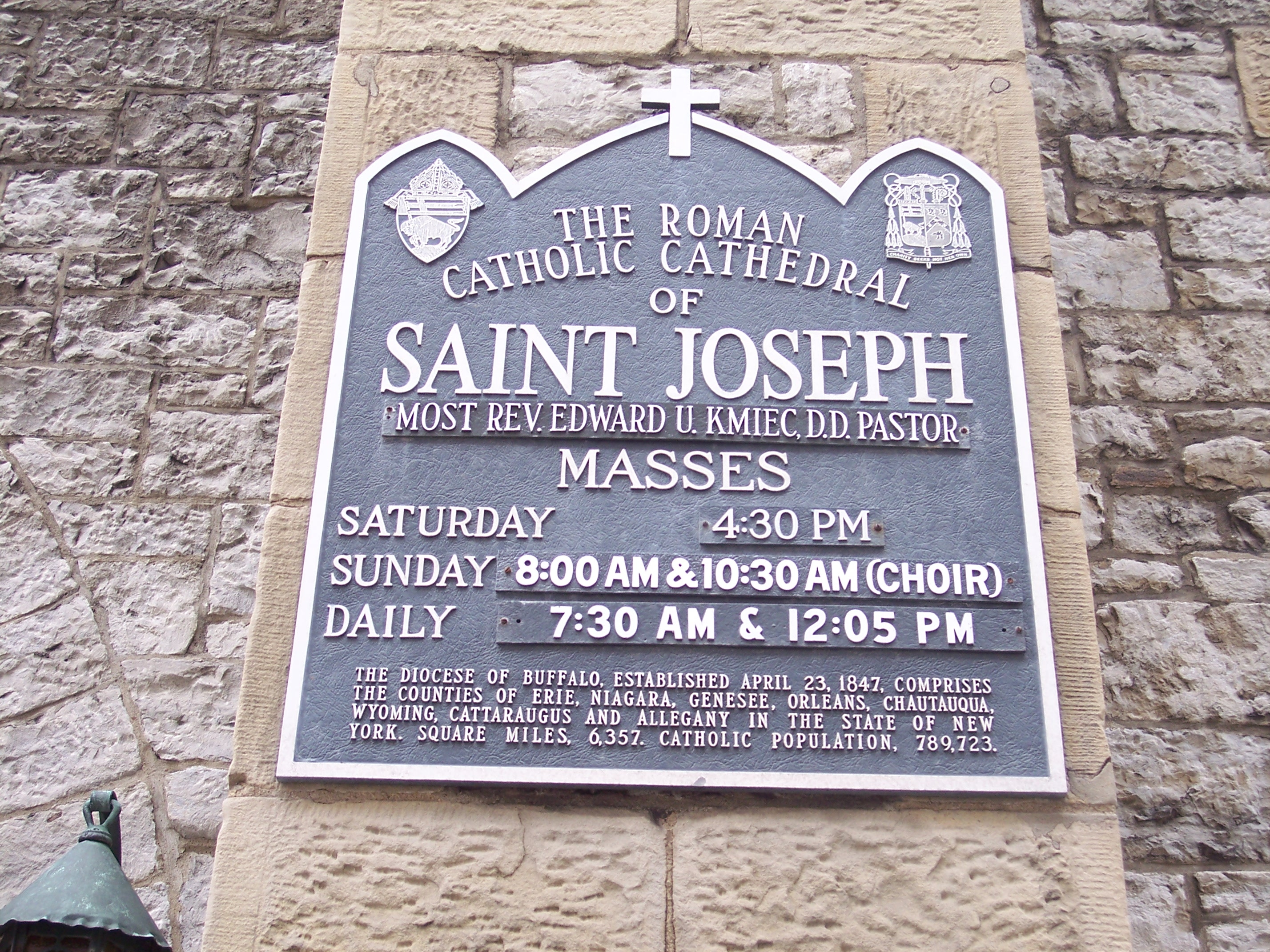
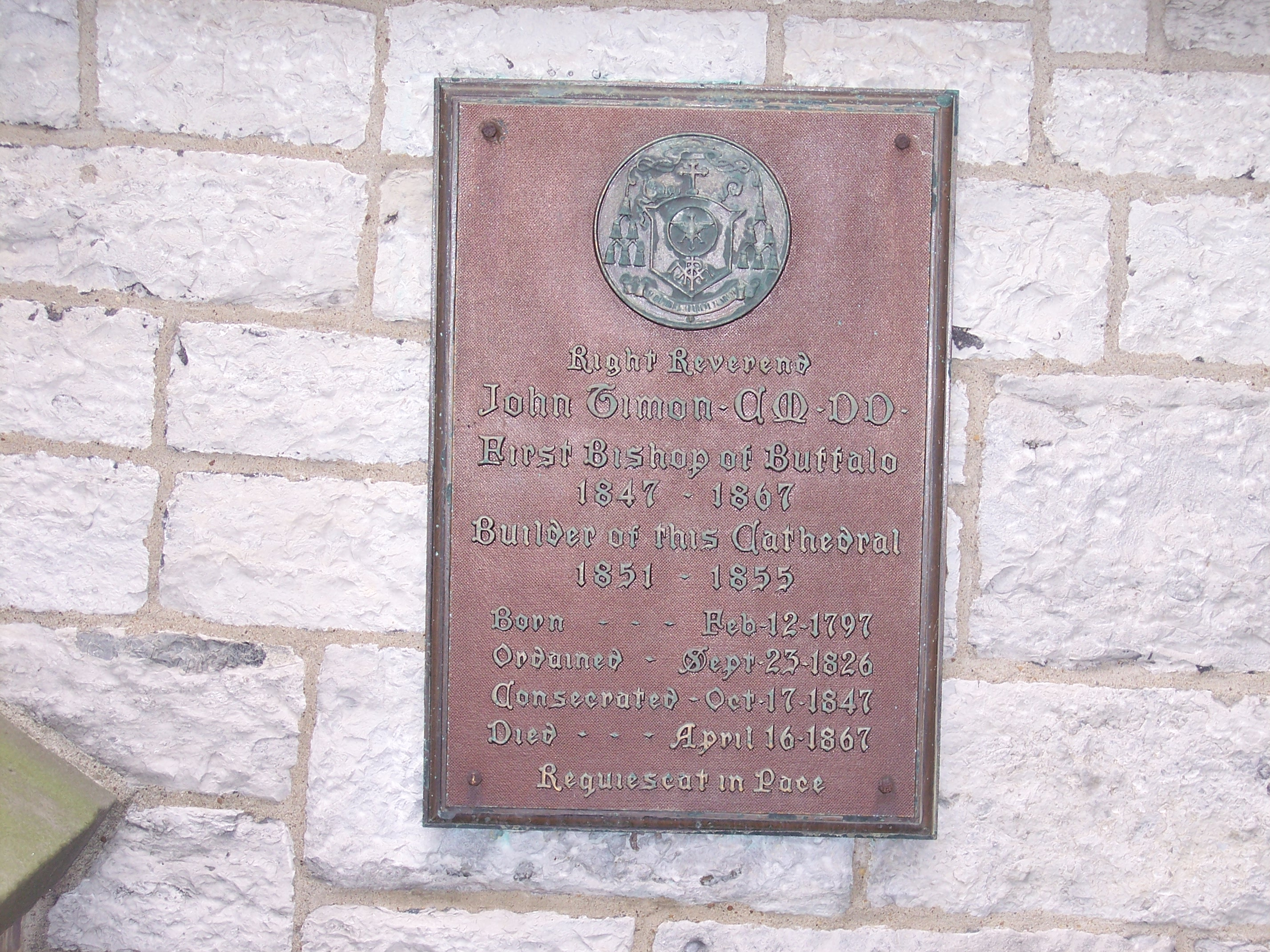